# 배동신
배동신(裵東信, 1920년 6월 16일~2008년 12월 10일)은 대한민국의 서양화가이다. 1937년 17세의 나이로 일본제국으로 유학하여 미술을 공부했고 1943년 일본 가와바타 미술학교 양화과를 졸업했다. 일본자유미술가협회를 통해 등단하였으며 해방 이후 대한민국에서 주목받지 못했던 수채화를 평생그렸다. 한국 수채화의 독보적인 존재라는 평을 받았다. 그리고 당시 평가절하 되고있던  수채화를 회화의 장르로 격상하는데 기여를 했다. 또한 일본제국 유학시절 받아들인 에꼴드파리 화풍을 일본화풍으로 조정하여, 사물의 본질을 덩어리로부터 쪼개낸 과정을 자신의 수채화에 담은 독특한 화풍을 세웠다는 화가로 평가받는다.

## 생애
1947년 광주에서 첫 개인전을 열었다. 1950년 한국 전쟁이 발발했다. 1964년, 1967년, 1969년 전라도에서 수채화 개인전을 열었다. 배동신은 평생 26회의 개인전을 열었다. 그는 주로 서울, 도쿄, 오사카에서 개인전을 열었다. 1968년에 그는 수채화창작가협회의 초대 회장이 되었다. 1970년에 그는 오지호, 박철교, 강연균, 우제길, 김영태, 최용갑, 김인규, 강동문과 함께 "황토회"라는 아트 그룹을 만들었다. 1972년 구상전에 추대받아 정회원이 되었다. 1975년 한국수채화협회 보관됨 2020-10-02 - 웨이백 머신 초대 회장을 역임했다. 1973년부터 매년 국립현대미술관에 초청되었다. 1998년 고향 광주에서 배동신의 수채화 60년을 기념하는 전시회가 열렸다. 2000년 10월 16일 대한민국 정부로부터 세계적인 수채화 화가라는 점, 지역 미술의 발전을 위해 힘쓴 점을 인정받아 13명의 보관문화훈장 수훈자 중 한 사람이 되었다. 그는 유화의 스케치 정도로 여겨지던 수채화를 회화의 장르로 격상하는 데 기여했다는 점에서 높은 평가를 받았다.

## 작품
그가 사망한 이후, 배동신의 유족들은 배동신의 수채화 누드작품을 미술품 경매에 내놓았고 2017년 10월 25일 150만 달러에 이베이에서 낙찰되면서 한국 화가 중 당시로선 가장 높은 가격을 책정받았다. 그의 작품은 대한민국 국립현대미술관과 일본 도쿄 국립서양미술관(우에노 미술관)에서 소장하고 있다.

## 기사
1973년, "신동아" 1975년, 1978년 "한국미술전집의 근대미술", "한국현대미술전집"의 필자 이경성 보관됨 2020-10-01 - 웨이백 머신은 "불모의 한국 수채화에 배동신의 존재는 절대적으로 필수적이다."라고 소개했다. 1982년 9월 15일자 일간지 "일간스포츠"에서 "한국 수채화의 1인자"라 하였다. 1986년 11월 10일자 일간지 "매일 경제 신문"은 배동신을 "한국 수채화의 절대적 존재"로 소개했다. 1990년 대한항공 기내 계간지(Vol. 4. 1. 1990)를 발간하여 한국을 방문하는 외국인들에게 한국을 대표하는 아티스트로 배동신을 소개했다. 2017년 블룸버그 통신은 한국의 세계적인 화가 배동신의 작품이 그로벌 온라인마켓플레이스 옥션에서 거액에 낙찰되었다는 기사를 냈다.

## 상훈
- 1943년 일본 자유미술창작가협회 공모전 입상
- 1974년 전라남도 문화상
- 1997년 제6회 오지호 미술상
- 2000년 보관문화훈장